# Lista de emuladores do android
A lista de emuladores do android relaciona os programas de computador que reproduzem (emulam) as funções do sistema operacional móvel Android no computador (Windows, MacOS, ou Linux) e também fazem a emulação na nuvem; permitindo executar aplicativos e jogos exclusivos do Android em outros dispositivos.

## Memu Play
O MemuPlay é um emulador gratuito (assinatura opcional) para computadores simples; usa pouco processamento do computador, baseado no Android Nougat (7.1.2). Com função típica de várias instâncias simultâneas em janelas separadas (emular mais de um jogo ou conta ao mesmo tempo) e, suporte aos controles físicos (joystick, teclado, mouse), integração com Google Play Store.
Requisitos: computador com o sistema Windows XP SP3, com processador de dois núcleos, suporte Intel/AMD, arquitetura x86/x64, memória RAM de 2 GB e, armazenamento de 5GB no computador.
Compatível com: Windows XP SP3, Windows 7, Windows 8, Windows 10.

## NOXPlayer
O NOXPlayer é um emulador gratuito (assinatura opcional) desenvolvido por Bignox.com focado em jogos usando o Android 9. Com as funções extras: capacidade de alterar o build.prop do dispositivo Android, capacidade de ter acesso root, baixa latência em jogos competitivos e, sensibilidade ao input lag, personalização com mapeamento de teclado e, gravação de script. E as funções típicas, como integração com controles físicos, suporte a várias instâncias simultâneas (com versões diferentes do Android) e, integração com Play Store. As vezes usa muito o processamento do computador. É emulador multiplataforma: Windows e MaxOS.
Requisitos: computador com Windows 7, com processador Intel i5 ou AMD, arquitetura x86/x64, memória de 2 gb (recomendado 8 GB), placa gráfica com OpenGL 2, usa 64 GB de armazenamento no computador.

## LDPlayer
O LDPlayer um emulador gratuito usando o Android Nougat (7.1.2). Com funções típicas: suporte à várias instâncias simultâneas e, integração com controles físicos (mapeamento de teclado). E função avançada de suporte a macro (automatizar a execução de tarefas repetitivas), ajuste de fps (60 fps e 240 fps), possui LD-Store pré-instalada e compatibilidade com Google Play.
Requisitos: computador com Windows 7, com processador de dois núcleos Intel (i3) ou AMD (virtualização de hardware Intel VT-x/AMD-V), arquitetura x86/x64, memória de 2 GB, placa gráfica com OpenGL 2 ou DirectX 11 e,  usa 36 GB de armazenamento. Compatível: Windows 7, Windows 8, Windows 10 

## SmartGaGa
O SmartGaGa é o menor emulador do sistema, ocupando 200 MB de armazenamento no computador, usando o Android 4.4 KitKat. Este tem os games pré-instalados PUBG Mobile e Free Fire.
Requisitos: computador com Windows XP, processador de dois núcleos Intel ou AMD, arquitetura x86/x64, memória de 2 GB, placa gráfica com OpenGL 2 e, usa 200Mb de armazenamento. Compatível: Windows XP, Windows 7, Windows 8, Windows 10. 

## MSI App Player
O MSI App Player é um emulador gratuito desenvolvido por MSI focado em jogos baseado na tecnologia do emulador Bluestacks, capaz de emular jogos android com 240 fps (modo console mínimo de 8 GB de RAM). Com função típica de várias instâncias simultâneas e, a função avançada de macro.
Requisitos: computadores com Windows 7, com processador dual-core, memória de 4 GB e, ocupa 5 GB de espaço. Suporta processadores Intel e AMD.

## BlueStacks
O BlueStacks é um emulador gratuito (assinatura opcional) lançado em 2011, focado em jogos online Android. Com funções extras: escolha do dispositivo emulado, escolha da versão do Android, gravação do gameplay, versão desktop e, versão nuvem (BlueStacks 10), personalização do DPI e da resolução de tela, limite do FPS, ajuste do uso da memória RAM, mira aprimorada, Além da função típica de integração com controles físicos e, várias instâncias simultâneas. Para um melhor desempenho, é necessário usar placa de vídeo.
Requisitos: computador com Windows 7, processador de dois núcleos Intel ou AMD, arquitetura x86/x64, memória de 4 GB, placa gráfica com OpenGL 2 e, usa 5 GB de armazenamento. Compatível com Windows 7, 8, 10, 11 e, MacOS usando a versão BlueStacks 10. Emulador com as versões: Nougat (7), Pie (9), Android 11 e, Android 13 (beta).

## YouWave
O YouWave é um emulador gratuito com a versão Android 4.0.4, com grande compatibilidade com os aplicativos e jogos. Possui versão premium com o sistema Lollipop 5.1.1.
Requisitos: computador com Windows XP, processador Pentium de 1.6 GHz, arquitetura x86, memória de 2 GB, placa gráfica com OpenGL 2 e, usa 500 MB de armazenamento. Compatível: Windows XP, Windows 7, Windows 8, Windows 10.

## Genymotion
O Genymotion é um emulador com versão gratuita (assinatura opcional), trabalha com o VirtualBox ou QEMU como “motor de emulação. Com funções extras: simulação de sensores como GPS para teste de localização, bom para desenvolvedores de aplicativos, dispositivos virtuais personalizados (escolha o hardware e a versão do Android), vários dispositivos em execução simultânea, plugin de integração com Android Studio (específico e protocolo ADB), aceleração de gráficos com OpenGL, ferramenta de linha de comando, redimensionamento de janela de emulação, gravação de vídeo, instalação com arrastar e soltar o .APK no emulador e, suporta virtualização de CPU. Um emulador multiplataforma, disponível para Windows, MacOS e, Linux e, também possui a versão em nuvem, que permite usar online sem precisar instalar no computador. Em três versões: SaaS/nuvem, Device Image (serviços no Amazon AWS e Google Cloud) e, Desktop (no computador) e, Desktop for Personal Use (grátis).
Requisitos: computador com Windows 8, processador de dois núcleos x64, arquitetura x86/x64, memória de 4 GB, placa gráfica com OpenGL 2 e, usa 2 GB de armazenamento. Compatível: Windows 8, Windows 10, MacOS e, Linux.

## Xamarin
O Xamarin é um emulador pago, para desenvolvedores testarem erros nos aplicativos, integrado à IDE de programação Visual Studio. Um emulador multiplataforma, disponível para Windows e MacOS.

## GameLoop
O GameLoop (antigo Tencent Gaming Buddy) é emulador gratuito focado em jogos high-end (usa grande processamento), especialmente com o jogo PUBG Mobile. Usa 40% do processamento do computador (CPU). Possui funções extras: segurança anti-trojan, reduzindo o número de hacks nos jogos,  mapeamento de chaves, limpeza de memória, adequação com diferentes padrões gráficos, não usa registro. Além da função típica de suporte aos controles físicos.
Requisitos: computador com Windows 7, processador de dois núcleos Intel ou AMD, arquitetura x86/x64, memória de 3 GB, placa gráfica com OpenGL 2 e, usa 1 GB de armazenamento. Compatível: Windows 8 e, Windows 10.

## AndYroid
O AndYroid é um emulador gratuito com funções extras: sincronização de aplicativos com smartphone, uso do celular android como controle do jogo. Boa performance com aplicativos como o Snapchat e WhatsApp.

## ArchON
O ArchON é um emulador gratuito criado para desenvolvedores de aplicativos, para o sistema ChromeOS. Não é bom para executar jogos de Android. Converte o arquivo .APK (instalador de aplicativos Android) para ser executado no navegador Google Chrome. Consume pouco processamento do computador (CPU).
Compatível: Intel navegador Chrome 32-bit/64-bit, Chrome-OS 32-bit/64-bit e, ARM.

## AmiDuOS
O AmiDuOS é um emulador gratuito que trabalha com Android 5.0 (Lollipop) e possui versão com Jelly Bean. Possui interface com Materal Design e aplicativos nativos. Mas precisa do download dos Google Apps à parte (Gmail, Google Maps, Google Play Store).

## Droid4X
O Droid4X é um emulador gratuito. Usa grande quantidade de processamento do computador (CPU).

## Remix OS
Remix OS é um emulador gratuito desenvolvido pela Jide Technology para executar nos computadores de 32 bits. Com funções típicas: executa várias instancias simultâneas e, mapeamento de controles físicos. Com as funções extras: interface semelhante à área de trabalho do windows e, gerenciador de arquivos integrado. Possui a limitação de não instalar APK baixados.

## AmiduOS
AmiduOS é um emulador gratuito focado em jogos. Além da função típica de integração com controles físicos, tem as funções extras de: execução em tela cheia, transferência rápida de arquivos entre Android e Windows, Google Play Store. Usa pouco processamento do computador (CPU).

## KoPlayer
O KoPlayer é um emulador gratuito. Permite instalar aplicativos da Google Play Store e também arrastar e soltar o .APK na interface do emulador. Além da função típica de integração com controles físicos, tem as funções extras de: grave vídeos usando o recurso de gravação de vídeo integrado. Tem suporta com processadores Intel e AMD.

## Bliss OS
O Bliss OS é um sistema operacional Android de código aberto (Apache 2.0), que pode ser instalá-lo no computador como um sistema operacional separado do Windows (independente, live-boot), ou instalado em uma máquina virtual dentro do Windows.  Possui as funções extras de: integração com o Google Play, mudança de temas, opção de poupar energia, reforços de segurança, configurações opções de personalização de tamanhos de tela, criação de dispositivos virtuais com escolha da versão do Android, suporte a controle e mapeamento de teclado.

## Android-x86
O Android-x86 é um sistema operacional Android de código aberto (Apache 2.0), para computadores com arquitetura de 32 bits e de 64 bits. Com poucas funções avançadas.
O sistema pode ser instalá-lo no computador independente do Windows (live-boot), ou instalado em uma máquina virtual dentro do Windows (como VirtualBox), bom para desenvolvedores de aplicativos e integração com Google Play.

## XePlayer
O XePlayer é um emulador gratuito, leve e completo. Possui funções extras como: possibilidade de root, uso do celular como controle, jogo em várias instâncias diferentes, simulador de GPS. As opções padrões como mapeamento de controles e customização de desempenho também estão presentes.
Requisitos: processador duplo, memória de 1GB, placa de vídeo com OpenGL 2 e, uso de 2 GB de armazenamento.

## MuMu Player
O MuMu Player é um emulador gratuito, com várias opções de customização dos gráficos.
Requisitos: processador duplo, memória de 1GB, placa de vídeo com OpenGL 2, uso de 440MB de armazenamento.

## Waydroid
O Waydroid é um emulador gratuito e de código aberto (GPL v3), que trabalha com sistema wayland, executando o Android em um contêiner. Com funções extras: acesso direto ao hardware da máquina com sistema Linux através do método LinuX Containers (LXC) e, modo Full-UI.

## Anbox
O Anbox é um emulador de código aberto para Linux executando o Android em um contêiner, que faz a integração total com o kernel e segurança do emulador. Não usa virtualização de hardware.